# Чанак (Плитвицька Єзера)
44°44′ пн. ш. 15°29′ сх. д. / 44.73° пн. ш. 15.48° сх. д.
Чанак (хорв. Čanak) — населений пункт у Хорватії, в Лицько-Сенській жупанії у складі громади Плитвицька Єзера.

## Населення
Населення за даними перепису 2011 року становило 53 осіб.
Динаміка чисельності населення поселення:

## Клімат
Середня річна температура становить 7,45 °C, середня максимальна – 21,60 °C, а середня мінімальна – -8,27 °C. Середня річна кількість опадів – 1367 мм.
| Клімат поселення                              | Клімат поселення | Клімат поселення | Клімат поселення | Клімат поселення | Клімат поселення | Клімат поселення | Клімат поселення | Клімат поселення | Клімат поселення | Клімат поселення | Клімат поселення | Клімат поселення | Клімат поселення |
| Показник                                      | Січ.             | Лют.             | Бер.             | Квіт.            | Трав.            | Черв.            | Лип.             | Серп.            | Вер.             | Жовт.            | Лист.            | Груд.            |                  |
| Середній максимум, °C                         | 5,25             | 5,98             | 9,26             | 13,28            | 18,10            | 21,44            | 21,60            | 21,24            | 17,27            | 12,86            | 7,63             | 3,61             |                  |
| Середня температура, °C                       | −1,51            | −0,79            | 2,50             | 6,52             | 11,34            | 14,68            | 16,99            | 16,65            | 12,66            | 8,24             | 3,04             | −0,98            |                  |
| Середній мінімум, °C                          | −8,27            | −7,54            | −4,26            | −0,23            | 4,59             | 7,93             | 12,39            | 12,05            | 8,06             | 3,64             | −1,56            | −5,6             |                  |
| Норма опадів, мм                              | 97               | 100              | 104              | 115              | 103              | 103              | 70               | 89               | 130              | 148              | 171              | 137              |                  |
| Середньомісячна швидкість вітру, м/с          | 2.23             | 2.35             | 2.58             | 2.50             | 2.32             | 2.08             | 2.04             | 1.94             | 2.03             | 2.18             | 2.39             | 2.45             |                  |
| Середньомісячна сонячна радіація, кДж/м²·день | 4554             | 7226             | 10634            | 15087            | 19080            | 21093            | 22925            | 19605            | 14589            | 9427             | 4979             | 3835             |                  |
| --------------------------------------------- | ---------------- | ---------------- | ---------------- | ---------------- | ---------------- | ---------------- | ---------------- | ---------------- | ---------------- | ---------------- | ---------------- | ---------------- | ---------------- |
| Джерело:                                      |                  |                  |                  |                  |                  |                  |                  |                  |                  |                  |                  |                  |                  |